# Crocallis inexpectata
Crocallis inexpectata är en fjärilsart som beskrevs av Warnecke 1940. Crocallis inexpectata ingår i släktet Crocallis och familjen mätare. Inga underarter finns listade i Catalogue of Life.